# Никогосян, Николай Багратович
Никола́й Багра́тович Никогося́н (арм. Նիկողայոս Բագրատի Նիկողոսյան; 2 декабря 1918, с. Шагриар, Армения — 10 августа 2018, Москва) — советский, армянский и российский скульптор, художник-живописец, график, педагог. Народный художник СССР (1982). Лауреат Государственной премии СССР (1977).

## Биография
Родился 2 декабря 1918 года в армянском селе Шагриар (ныне Налбандян, Армения).
В 1930 году переехал в Ереван. В 1937—1940 годах обучался в художественной школе при Институте живописи, скульптуры и архитектуры им. Репина в Ленинграде, в 1944—1947 — в Московском государственном художественном институте имени В. И. Сурикова, на факультете скульптуры (мастерская А. Т. Матвеева).
Профессор факультета архитектурной пластики Московского высшего художественно-промышленного училища (ныне Российский государственный художественно-промышленный университет имени С. Г. Строганова) (1985—2005).
Автор более 1500 живописных произведений.
Работы хранятся в собраниях Третьяковской галереи, Русского музея.
Академик РАХ (2001; член-корреспондент с 1983). С 1942 года — член Союза художников СССР. Член Московского союза художников (1992).
Жил в одной из сталинских высоток — жилом доме на Кудринской площади. Скончался 10 августа 2018 года в Москве. Прощание прошло 16 августа в Москве, захоронение — в пантеоне имени Комитаса в Ереване.
Вторая супруга — Этери, ушла из жизни на следующий день после смерти мужа — 11 августа 2018 года

## Награды и звания
- Заслуженный художник Армянской ССР (1965)
- Заслуженный художник РСФСР (1970) — за заслуги в области советского изобразительного искусства[6].
- Народный художник Армянской ССР (1977)
- Народный художник СССР (1982) — за большие заслуги в развитии советского изобразительного искусства[7]
- Государственная премия СССР (1977) — за памятник Аветику Исаакяну в Ленинакане и за скульптурные портреты современников — писателя Р. Заряна, профессора И. Китайгородского, хирурга В. Загорянской, народного артиста РСФСР С. Мартинсона[8].
- Орден Почёта (2014) — за большие заслуги в развитии отечественной культуры и искусства, многолетнюю плодотворную деятельность[9]
- Орден Дружбы (2005) — за заслуги в области культуры и искусства, многолетнюю плодотворную деятельность[10]
- Орден Дружбы народов (1989) — за заслуги в развитии советского изобразительного искусства[11]
- Медаль «За трудовую доблесть» (1945)
- Медаль «65 лет Победы в Великой Отечественной войне 1941—1945 гг.» (2010)
- Медаль «В память 800-летия Москвы» (1948)
- Орден Святого Месропа Маштоца (Армения, 2009) — за вклад в развитие скульптуры и изобразительного искусства, углубление и укрепление армяно-российских культурных связей, а также по случаю своего 90-летия со дня рождения[12]
- Нагрудный знак «За заслуги перед польской культурой» (ПНР, 1987) — за скульптурное оформление Дворца науки и культуры в Варшаве
- Серебряная медаль ВДНХ СССР (1967) — за скульптуру «Майя Плисецкая»
- Серебряная медаль Академии художеств СССР (1976) — за скульптуру «Труженица Араратской долины»
- Благодарность Министра культуры Российской Федерации (2003) — за многолетний плодотворный труд, большой вклад в развитие отечественной культуры и в связи с 85-летием со дня рождения[13]
- Диплом Московского союза художников (1965)
- III Премия Всесоюзного конкурса на скульптурный портрет (1967)
- Диплом (Третья премия) конкурса «На лучшую работу года» Московского отделения Союза художников России (1969)
- Бронзовая медаль ВДНХ СССР
- Диплом (Третья премия) конкурса «На лучшую работу года» Московского отделения Союза художников России (1979)
- Золотая медаль имени В. И. Сурикова
- Золотая медаль имени А. Иванова (2013)
- Медали Союза художников России
- Орден «За служение искусству»
- Медаль «За заслуги перед Академией» (2013)
- Почётный гражданин Еревана (2003).

## Персональные выставки
- 1958 — Москва, совместно с В. С. Алфеевским, Е. А. Асламазян, М. А. Асламазян, Б. А. Дехтеревым.
- 1980 — Ереван, Москва, Хельсинки
- 1981 — Брюссель
- 1988 — Москва, Тбилиси

## Произведения
- портрет Комитаса (Премия второй степени, 1946)
- портрет В. И. Ленина (1967)
- портрет писателя Р. Заряна
- портрет профессора И. Китайгородского
- портрет хирурга В. Загорянской
- портрет актёра С. Мартинсона
- портрет М. Горького (1975)
- портрет А. Якубяна (1981)
- портрет Д. Д. Шостаковича (1983)
- портрет Г. В. Свиридова (1986)
- памятник Комитасу (1969, Ереван)
- памятник Микаэлу Налбандяну в Ереване (1965)
- памятник воинам, погибшим в Великой Отечественной войне (1978, с. Налбандян)
- памятник Аветику Исаакяну в Ленинакане
- памятник Алексею Костякову (1975, Москва)
- памятник Андрею Бочвару (1977, Москва)
- надгробие С. Я. Маршака (1967, Новодевичье кладбище, Москва)
- надгробие С. А. Косберга (1965, Новодевичье кладбище, Москва)
- надгробие Е. Урбанского (Новодевичье кладбище)
- надгробие Н. Д. Зелинского (Новодевичье кладбище)
- надгробие Б. Н. Арутюняна, (Новодевичье кладбище)
- надгробие В. И. Пудовкина, (Новодевичье кладбище)
- надгробие К. С. Алабяна, (Новодевичье кладбище)
- надгробие В. И. Мурадели, (Новодевичье кладбище)
- надгробие Л. Г. Енгибарова (1973, Ваганьковское кладбище, Москва)
- мемориальная доска В. Э. Мейерхольду (1961, Брюсов пер. 12, Москва)
- памятник Е. Чаренцу (1985, Ереван)
- скульптура «Материнство» и «Воин» (1948—1954)
- декоративные фигуры на фасаде высотного здания на площади Восстания, Москва)
- скульптура «Майя Плисецкая» (1967)
- скульптура «Труженица Араратской долины» (1976)
- скульптурное оформление Дворца науки и культуры в Варшаве
- Плодородие (1977)
- Обнажённая (1982)
- Любовь и страдание (1989)

### Галерея

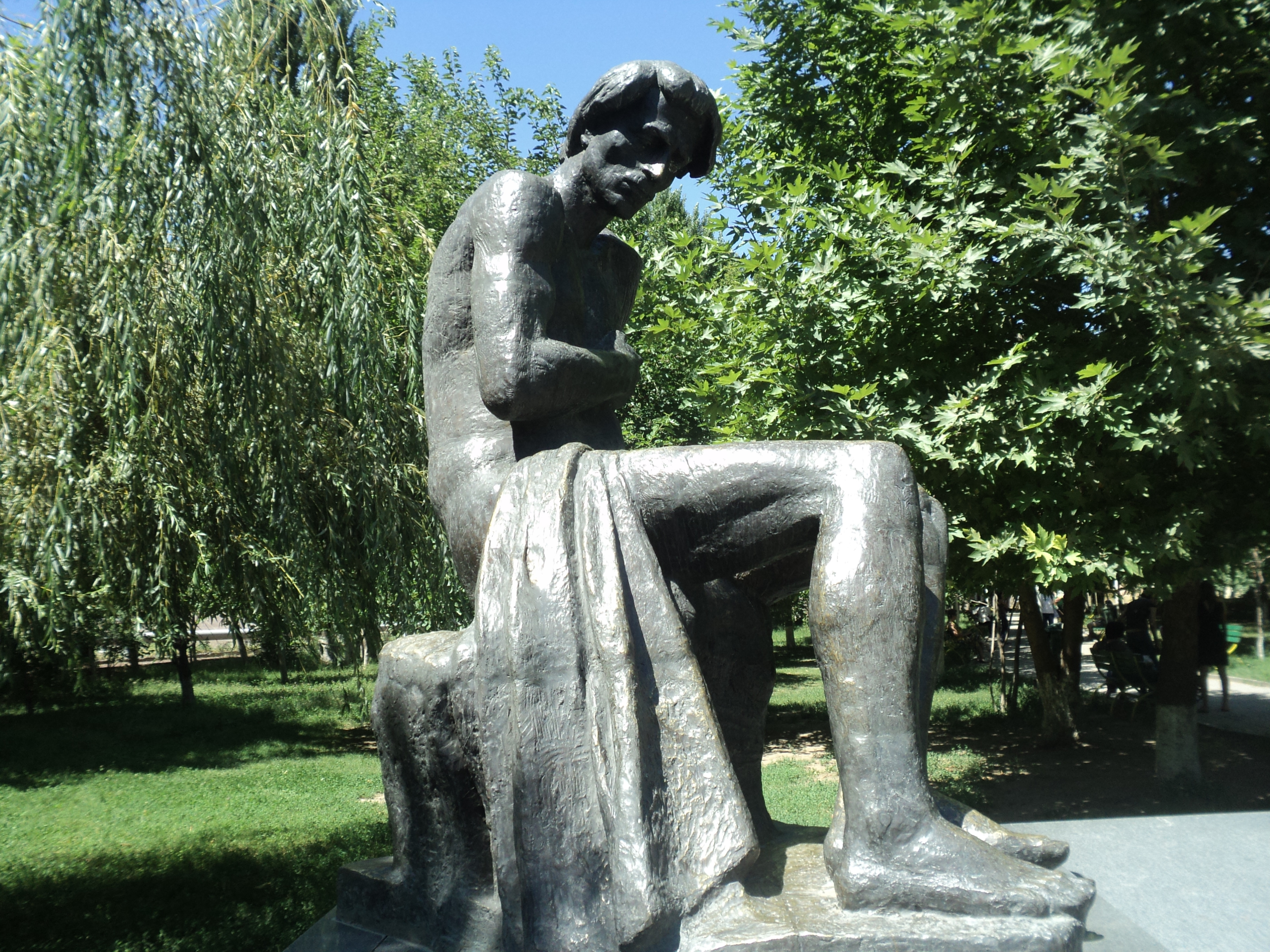
Памятник Ваану Терьяну
Надгробие Леонида Енгибарова
Надгробие Всеволода Пудовкина
Надгробие Самуила Маршака
Надгробие Евгения Урбанского
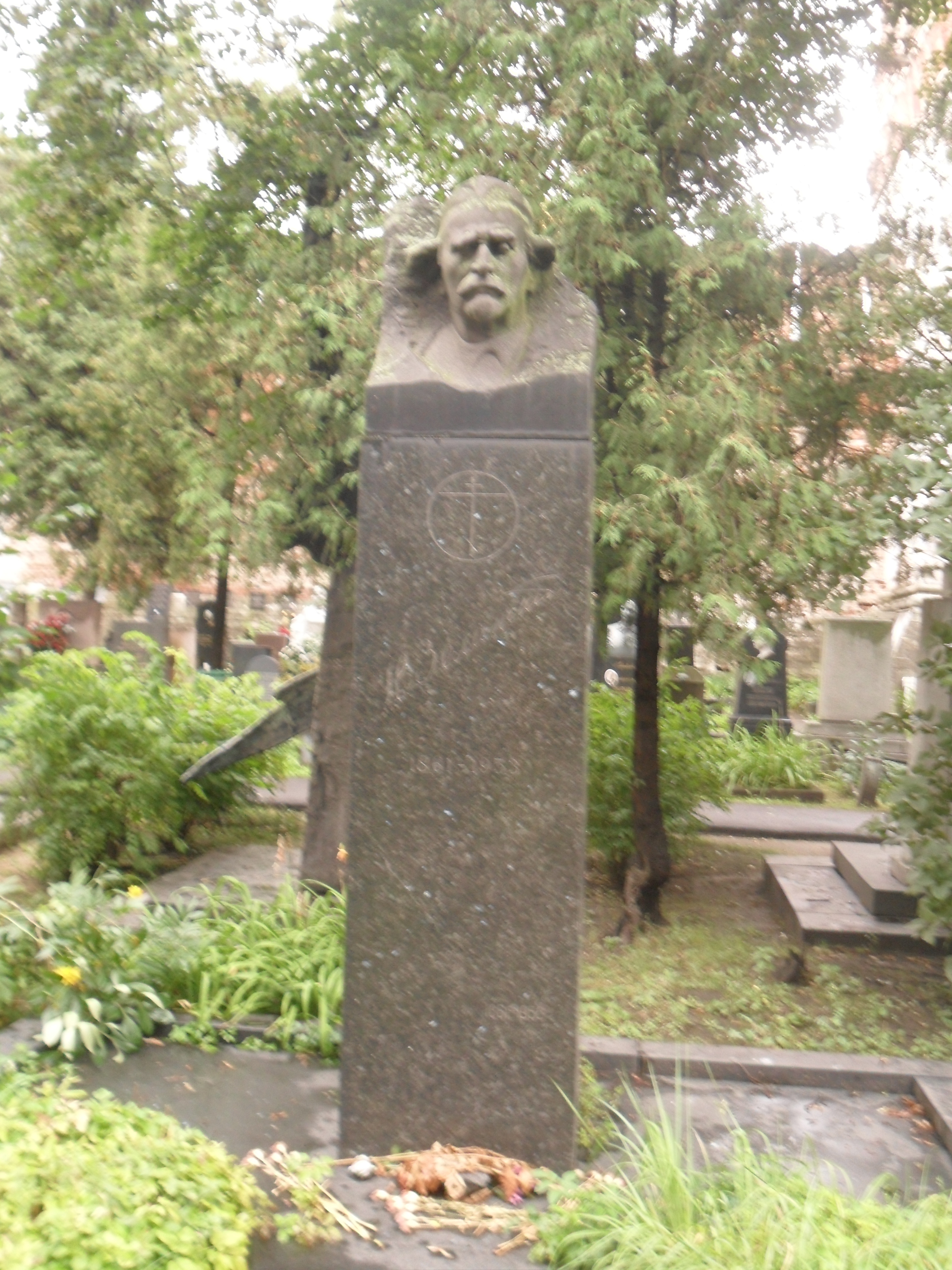
Надгробие Николая Зелинского
Надгробие Семёна Косберга
Надгробие Каро Алабяна

Живопись:
- Последняя ночь (1959)
- Чешский мим (1962)
- Автопортрет (1985)
- Сёстры (1987)
- Армянка из Парижа (1989)